# سيلفان ماركايو
سيلفان ماركايو (بالفرنسية: Sylvain Marcaillou)‏ ولد بتاريخ 11 فبراير 1911 في تولوز، وتوفي في 28 سبتمبر 2007 في تولوز، كان دراج فرنسي في صنف سباق الدراجات على الطريق.

## روابط خارجية
- سيلفان ماركايو على موقع أرشيف الدراجات (الإنجليزية)
- سيلفان ماركايو على موقع إحصائيات الدراجات الإحترافية (الإنجليزية)